# Onisocryptus ovalis
Onisocryptus ovalis är en kräftdjursart som först beskrevs av Sueo M. Shiino 1942.  Onisocryptus ovalis ingår i släktet Onisocryptus och familjen Cyproniscidae.
Artens utbredningsområde är havet kring Japan. Inga underarter finns listade i Catalogue of Life.